# Franciszek Flatau

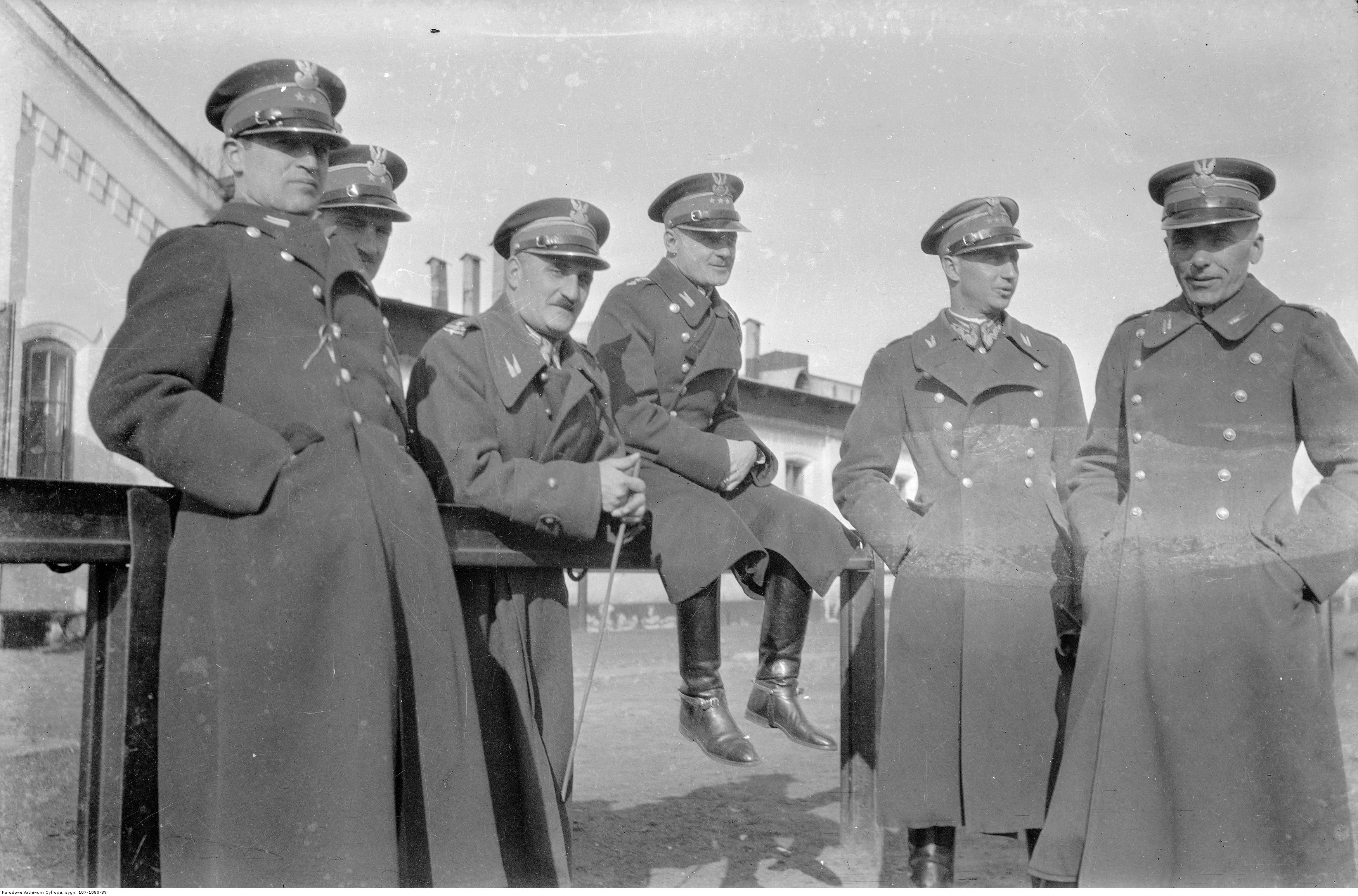
Pierwszy z lewej – por. Franciszek Flatau.

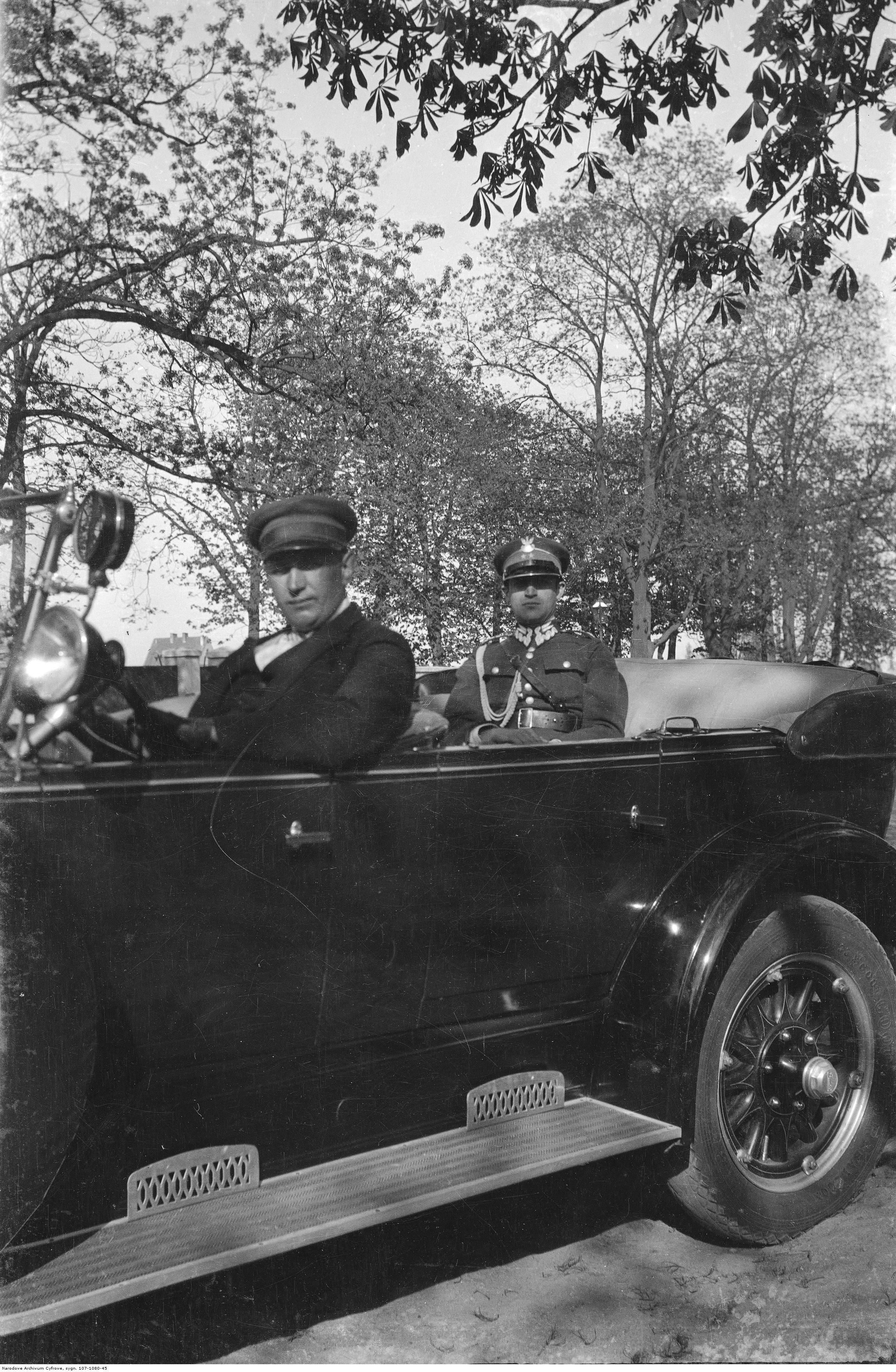
por. Franciszek Flatau w samochodzie

Franciszek Józef Flatau (ur. 25 lutego 1900, zm. 1940 w Katyniu) – rotmistrz Wojska Polskiego II Rzeczypospolitej, ofiara zbrodni katyńskiej.

## Życiorys
Urodził się w rodzinie Michała i Marii z Müllerów (1879–1952).
9 marca 1917 roku pełnił służbę w Żandarmerii Polowej Legionów Polskich, w stopniu szeregowca. 23 października 1920 roku, jako podoficer byłych Legionów Polskich, został mianowany z dniem 1 października 1920 roku podporucznikiem żandarmerii. Pełnił wówczas służbę w Dowództwie Żandarmerii Wojskowej Okręgu Generalnego „Lublin” w Lublinie. W listopadzie 1919 roku objął dowództwo Plutonu Żandarmerii Lublin 3. 1 czerwca 1921 roku pełnił służbę w Dowództwie Żandarmerii Wojskowej w Warszawie, a jego oddziałem macierzystym był wówczas 5 dywizjon żandarmerii w Krakowie. 3 maja 1922 roku został zweryfikowany w stopniu porucznika ze starszeństwem z dniem 1 czerwca 1919 roku i 74. lokatą w korpusie oficerów żandarmerii. Z dniem 1 lipca 1923 roku został przeniesiony z 5 dywizjonu żandarmerii w Krakowie do 1 dywizjonu żandarmerii w Warszawie i wyznaczony na stanowisko oficera śledczego. W październiku 1925 roku został przeniesiony z korpusu oficerów żandarmerii (1 dżand.) do korpusu oficerów kawalerii, w stopniu porucznika ze starszeństwem z dniem 1 czerwca 1919 roku i 269,01 lokatą oraz przydzielony do 2 pułku Szwoleżerów Rokitniańskich. 5 czerwca 1926 roku został przeniesiony służbowo do Gabinetu Ministra Spraw Wojskowych w Warszawie.
Następnie został przeniesiony do 1 pułku szwoleżerów Józefa Piłsudskiego w Warszawie. 27 stycznia 1930 roku awansował na rotmistrza ze starszeństwem z dniem 1 stycznia 1930 roku i 33. lokatą w korpusie oficerów kawalerii.
Kampanię wrześniową 1939 roku rozpoczął na stanowisku dowódcy 2 szwadronu 1 pułku szwoleżerów Józefa Piłsudskiego. 14 września w folwarku Lucynów, położonym na wschód od Woli Wodyńskiej dowodzony przez niego pododdział oraz 1 i 4 szwadrony odłączyły się od pułku, a następnie przyłączyły do Grupy Kawalerii „Chełm”. Rotmistrz Flatau zachował dowództwo nad trzema szwadronami swojego pułku. 2 października w rejonie Domostawa-Momoty Górne złożył broń przed Sowietami. Był jeńcem obozu w Starobielsku. Zamordowany przez NKWD w Katyniu. 
8 września 1934 pojął za żonę pannę Kirstównę. Druhnami były Jadwiga i Wanda Piłsudskie, a drużbami - dwóch najmłodszych oficerów 1 pszw. Zdjęcie ślubne posiada Narodowe Archiwum Cyfrowe. 

## Ordery i odznaczenia
- Krzyż Niepodległości (16 września 1931)[18]
- Krzyż Walecznych[19]
- Srebrny Krzyż Zasługi (10 listopada 1928)[20]
- Medal Pamiątkowy za Wojnę 1918–1921[19]
- Medal Dziesięciolecia Odzyskanej Niepodległości[19]
- Odznaka 1 Pułku Szwoleżerów Józefa Piłsudskiego[21]
- Odznaka 2 Pułku Szwoleżerów Rokitniańskich[21]
- Krzyż Oficerski Orderu Gwiazdy Rumunii (Rumunia)
- Medal Zwycięstwa („Médaille Interalliée”)[19]
- Medal 10 Rocznicy Wojny Niepodległościowej (Łotwa)[19]